# Nyolcezer méternél magasabb hegycsúcsok listája

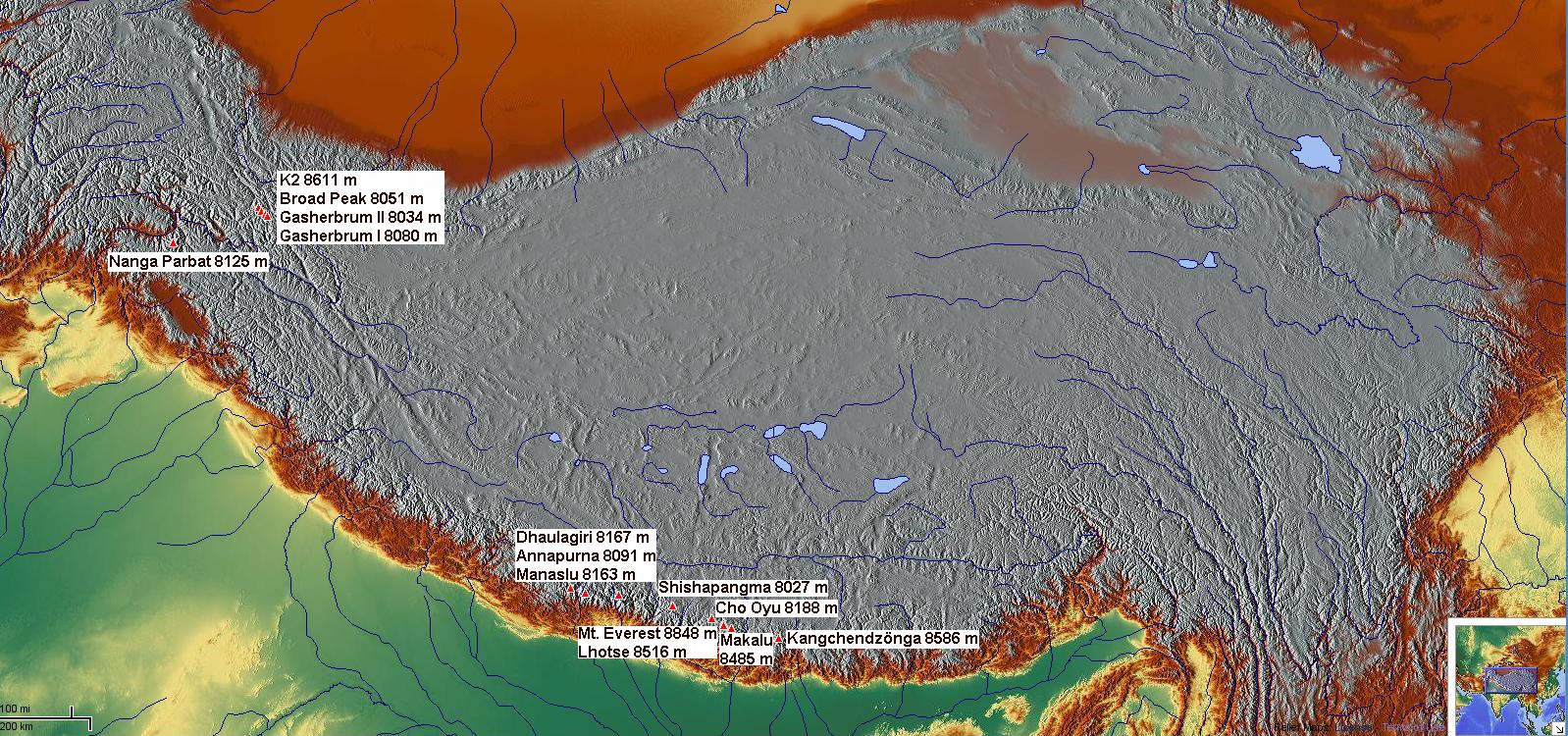
A nyolcezresek elhelyezkedése

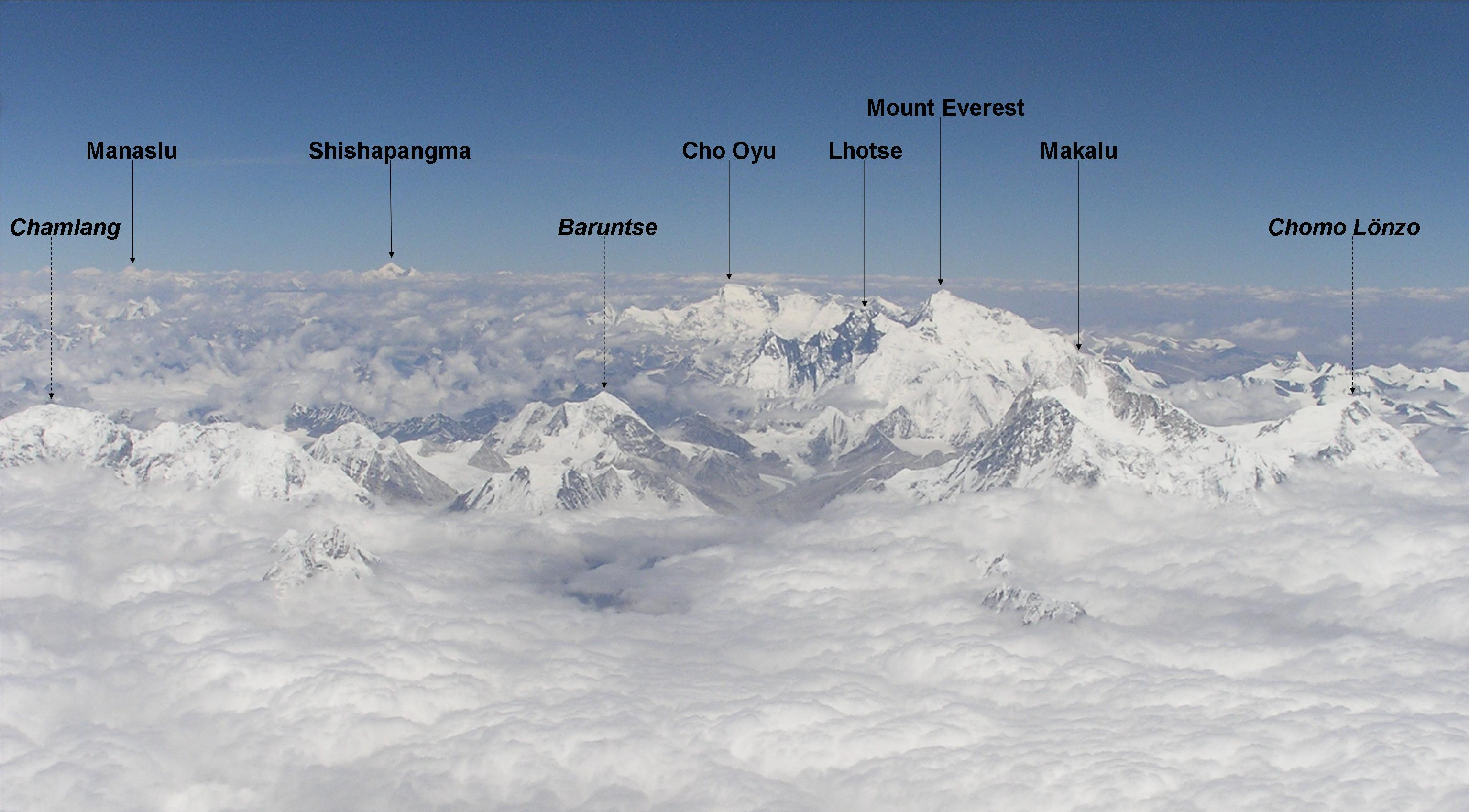
Néhány csúcs a nyolcezresek közül

A nyolcezresek a Föld tizennégy legmagasabb hegycsúcsa, melyek a tengerszinttől számítva 8000 méternél magasabbak. Mind a tizennégy Ázsiában, a Himalája és a Karakorum hegyvonulataiban helyezkedik el. A csúcsok megmászása különösen veszélyes vállalkozás, hiszen ebben a magasságban rendkívül kevés az oxigén az emberi szervezet számára.

## Történet
Az első expedíciót egy 8000 méternél magasabb hegy megmászására Albert F. Mummery és J. Norman Collie szervezték 1895-ben. A cél a Nanga Parbat csúcs meghódítása volt. A kísérlet kudarccal végződött; Mummery, valamint két gurka, Ragobir és Goman Szingh meghaltak egy lavinában.
Az első sikeres mászás Maurice Herzog és Louis Lachenal nevéhez fűződik, akik 1950. június 3-án érték el az Annapurna csúcsát.
Az első személy, aki mind a 14 hegyet megmászta, Reinhold Messner volt: 1986. október 16-án sikerült teljesítenie a kihívást. Egy évvel később, 1987-ben Jerzy Kukuczka – másodikként a világon, de a Lhoce kivételével vagy első téli mászóként, vagy új úton – szintén teljesítette a feladatot. Azóta már több mint két tucat ember követte őket.

## 8000 méternél magasabb csúcsok
| Csúcs         | Magasság (m) | Ország         | Első megmászás    | Első megmászó(k)                                                                         |
| ------------- | ------------ | -------------- | ----------------- | ---------------------------------------------------------------------------------------- |
| Csomolungma   | 8848         | Kína/Nepál     | 1953. május 29.   | Edmund Hillary és Tendzing Norgaj                                                        |
| K2            | 8611         | Kína/Pakisztán | 1954. július 31.  | Achille Compagnoni és Lino Lacedelli                                                     |
| Kancsendzönga | 8586         | India/Nepál    | 1955. május 25.   | George Band és Joe Brown                                                                 |
| Lhoce         | 8516         | Kína/Nepál     | 1956. május 18.   | Fritz Luchsinger és Ernst Reiss                                                          |
| Makalu        | 8463         | Kína/Nepál     | 1955. május 15.   | Jean Couzy és Lionel Terray                                                              |
| Cso-Oju       | 8201         | Kína/Nepál     | 1954. október 19. | Joseph Joechler, Pasang Dawa Lama és Herbert Tichy                                       |
| Dhaulagiri    | 8167         | Nepál          | 1960. május 13.   | Kurt Diemberger, Peter Diener, Nawang Dorje, Nima Dorje, Ernst Forrer és Albin Schelbert |
| Manaszlu      | 8163         | Nepál          | 1956. május 9.    | Imanisi Tosio és Gyalzen Norbu                                                           |
| Nanga Parbat  | 8126         | Pakisztán      | 1953. július 3.   | Hermann Buhl                                                                             |
| Annapurna     | 8091         | Nepál          | 1950. június 3.   | Maurice Herzog és Louis Lachenal                                                         |
| Gasherbrum I  | 8068         | Kína/Pakisztán | 1958. július 5.   | Andrew Kauffman és Peter Schoening                                                       |
| Broad Peak    | 8047         | Kína/Pakisztán | 1957. június 9.   | Hermann Buhl, Kurt Diemberger, Marcus Schmuck és Fritz Wintersteller                     |
| Gasherbrum II | 8035         | Kína/Pakisztán | 1956. július 8.   | Josef Larch, Fritz Moravec, Hans Willenpart                                              |
| Sisapangma    | 8027         | Kína           | 1964. május 2.    | Kilenc kínai hegymászó, Xu Jing vezetésével                                              |

## Akik minden nyolcezrest megmásztak
| Teljesítés sorrendjében | Sorrend O2 nélkül | Név                         | Csúcshódítások | Születés éve | Nemzetiség         |
| ----------------------- | ----------------- | --------------------------- | -------------- | ------------ | ------------------ |
| 1.                      | 1.                | Reinhold Messner            | 1970–1986      | 1944         | olasz (dél-tiroli) |
| 2.                      |                   | Jerzy Kukuczka              | 1979–1987      | 1948         | lengyel            |
| 3.                      | 2.                | Erhard Loretan              | 1982–1995      | 1959         | svájci             |
| 4.                      |                   | Carlos Carsolio             | 1985–1996      | 1962         | mexikói            |
| 5.                      |                   | Krzysztof Wielicki          | 1980–1996      | 1950         | lengyel            |
| 6.                      | 3.                | Juanito Oiarzabal           | 1985–1999      | 1956         | baszk              |
| 7.                      |                   | Sergio Martini              | 1983–2000      | 1949         | olasz              |
| 8.                      |                   | Park Jong Szuk              | 1993–2001      | 1963         | koreai             |
| 9.                      |                   | Hong-Gil Um                 | 1988–2001      | 1960         | koreai             |
| 10.                     | 4.                | Alberto Iñurrategi          | 1991–2002      | 1968         | baszk              |
| 11.                     |                   | Han Vang Jong               | 1994–2003      | 1966         | koreai             |
| 12.                     | 5.                | Ed Viesturs                 | 1989–2005      | 1959         | amerikai           |
| 13.                     | 6.                | Silvio Mondinelli           | 1993–2007      | 1958         | olasz              |
| 14.                     | 7.                | Ivan Vallejo                | 1997–2008      | 1959         | ecuadori           |
| 15.                     | 8.                | Gyenyisz Viktorovics Urubko | 2000–2009      | 1973         | kazah              |
| 16.                     |                   | Ralf Dujmovits              | 1990–2009      | 1961         | német              |
| 17.                     | 9.                | Veikka Gustafsson           | 1993–2009      | 1968         | finn (svéd)        |
| 18.                     |                   | Andrew Lock                 | 1993–2009      | 1961         | ausztrál           |
| 19.                     | 10.               | João Garcia                 | 1993–2010      | 1967         | portugál           |
| 20.                     |                   | Piotr Pustelnik             | 1990–2010      | 1951         | lengyel            |
| 21.                     |                   | Edurne Pasaban              | 2001–2010      | 1973         | baszk              |
| 22.                     |                   | Abele Blanc                 | 1992–2011      | 1954         | olasz              |
| 23.                     |                   | Mingma Sherpa               | 2000–2011      | 1978         | nepáli             |
| 24.                     | 11.               | Gerlinde Kaltenbrunner      | 1998–2011      | 1970         | osztrák            |
| 25.                     |                   | Vaszilij Pivtszov           | 2001–2011      | 1975         | kazah              |
| 26.                     | 12.               | Maxut Zsumajev              | 2001–2011      | 1977         | kazah              |
| 27.                     |                   | Jae-Soo Kim                 | 2000–2011      | 1961         | koreai             |
| 28.                     | 13.               | Mario Panzeri               | 1988–2012      | 1964         | olasz              |
| 29.                     |                   | Hirotaka Takeuchi           | 1995–2012      | 1971         | japán              |
| 30.*                    |                   | Chhang Dawa Sherpa          | 2001–2013      | 1982         | nepáli             |
| 29.                     |                   | Kim Chang-Ho                | 2005–2013      | 1970         | koreai             |

[*] Megerősítésre vár: Kétségek merültek fel az Annapurna meghódításával kapcsolatban.
Akiknél nincs elégséges bizonyíték arra, hogy elérték mind a 14 csúcsot:
| Név                                   | Csúcshódítások      | Születés éve | Nemzetiség |
| ------------------------------------- | ------------------- | ------------ | ---------- |
| Fausto De Stefani (Lhoce 1997)        | 1983–1998           | 1952         | olasz      |
| Alan Hinkes (Cso-Oju 1990)            | 1987–2005           | 1954         | brit       |
| Vlagyiszlav Terzsul (Sisapangma 2000) | 1993–2002 (elhunyt) | 1953         | ukrán      |
| Eun-Sun Oh (Kancsendzönga 2009)       | 1997–2010           | 1966         | koreai     |
| Carlos Pauner (Sisapangma 2012)       | 2001–2013           | 1963         | spanyol    |

## Magyar mászók
| Név                | Nyolcezresek | Évek      | Csomolungma        | K2   | Kancsendzönga | Lhoce | Makalu | Cso-Oju  | Dhaulagiri | Manaszlu | Nanga Parbat | Annapurna | Gasherbrum I | Broad Peak | Gasherbrum II | Sisapangma |
| ------------------ | ------------ | --------- | ------------------ | ---- | ------------- | ----- | ------ | -------- | ---------- | -------- | ------------ | --------- | ------------ | ---------- | ------------- | ---------- |
| Erőss Zsolt        | 10           | 1999–2013 | 2002(O2)           |      | 2013 ✞        | 2011  | 2008   |          | 2006       | 2009     | 1999         |           | 2007         | 2007       | 2003          |            |
| Varga Csaba        | 6            | 2013–2023 |                    |      |               |       |        |          | 2021       | 2017     | 2023         |           | 2019         | 2014       | 2013          |            |
| Ugyan Anita        | 4            | 2003–2010 | 2009(O2), 2010(O2) |      |               |       |        |          |            |          |              |           | 2007         | 2007       | 2003          |            |
| Klein Dávid        | 4            | 2003–2016 |                    |      |               |       |        | 2004     |            | 2015     |              | 2016      |              |            | 2003          |            |
| Ács Zoltán         | 3            | 2000–2005 |                    |      |               |       |        | 2005(O2) |            |          |              |           |              | 2000       | 2003          |            |
| Csollány Katalin   | 3            | 2007      |                    |      |               |       |        |          |            |          |              |           | 2007         | 2007       | 2003          |            |
| Mécs László        | 3            | 2000–2007 |                    |      |               |       |        |          |            |          |              |           | 2007         | 2000       | 2003          |            |
| Suhajda Szilárd    | 3            | 2014–2022 |                    | 2019 |               | 2022  |        |          |            |          |              |           |              |            | 2014          |            |
| Csíkos József      | 2            | 1990–2003 |                    |      |               |       |        | 1990     |            |          |              |           |              |            | 2003          |            |
| Sterczer Hilda     | 2            | 2007      |                    |      |               |       |        |          |            |          |              |           | 2007         | 2007       |               |            |
| Vörös László       | 2            | 1990–2003 |                    |      |               |       |        | 1990     |            |          |              |           |              |            | 2003          |            |
| Price Márton Péter | 2            | 2022–2023 | 2023(O2)           |      |               |       |        |          |            | 2022(O2) |              |           |              |            |               |            |
| Baranyi Éva        | 1            | 2009      |                    |      |               |       |        | 2009     |            |          |              |           |              |            |               |            |
| Barna Dániel       | 1            | 2009      |                    |      |               |       |        |          |            | 2009     |              |           |              |            |               |            |
| Csizmadia Péter    | 1            | 2007      |                    |      |               |       |        |          |            |          |              |           | 2007         |            |               |            |
| Decsi István       | 1            | 1990      |                    |      |               |       |        | 1990     |            |          |              |           |              |            |               |            |
| Gál László         | 1            | 2011      |                    |      |               | 2011  |        |          |            |          |              |           |              |            |               |            |
| Jelinkó Attila     | 1            | 2007      | 2007(O2)           |      |               |       |        |          |            |          |              |           |              |            |               |            |
| Kiss Péter         | 1            | 2013✞     |                    |      | 2013 ✞        |       |        |          |            |          |              |           |              |            |               |            |
| Koncz Ákos         | 1            | 1990      |                    |      |               |       |        | 1990     |            |          |              |           |              |            |               |            |
| Maku László        | 1            | 2006      |                    |      |               |       |        |          |            |          |              |           |              |            | 2006          |            |
| Nagy Sándor        | 1            | 1990      |                    |      |               |       |        | 1990     |            |          |              |           |              |            |               |            |
| Nedeczky Júlia     | 1            | 2003      |                    |      |               |       |        |          |            |          |              |           |              |            | 2003          |            |
| Neszmélyi Emil     | 1            | 2016–2022 | 2016(O2), 2022(O2) |      |               |       |        |          |            |          |              |           |              |            |               |            |
| Pajor István       | 1            | 1990      |                    |      |               |       |        | 1990     |            |          |              |           |              |            |               |            |
| Straub József      | 1            | 1990      |                    |      |               |       |        | 1990     |            |          |              |           |              |            |               |            |
| Szendrő Szabolcs   | 1            | 1990      |                    |      |               |       |        | 1990     |            |          |              |           |              |            |               |            |
| Tarjányi István    | 1            | 2007      |                    |      |               |       |        |          |            |          |              |           | 2007         |            |               |            |
| Tóth Csaba         | 1            | 1990      |                    |      |               |       |        | 1990     |            |          |              |           |              |            |               |            |
| Várkonyi László    | 1            | 1990      |                    |      |               |       |        | 1990     |            |          |              |           |              |            |               |            |

Suhajda Szilárd 2023-ban a Csomolungma mászása közben a csúcs közelében eltűnt. Egyelőre nem lehet tudni, hogy felért-e a csúcsra.

## Képek

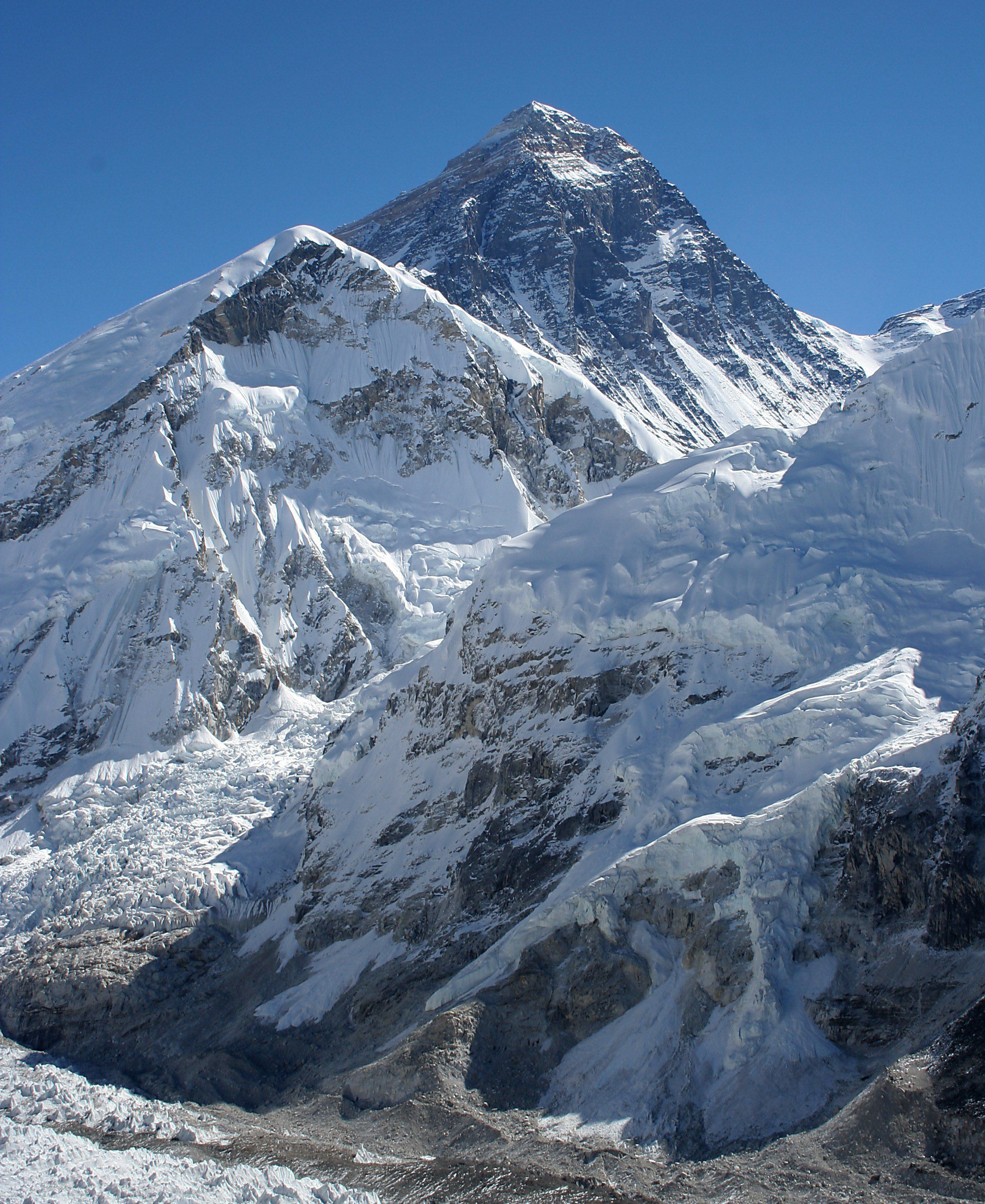
Csomolungma (Mount Everest)
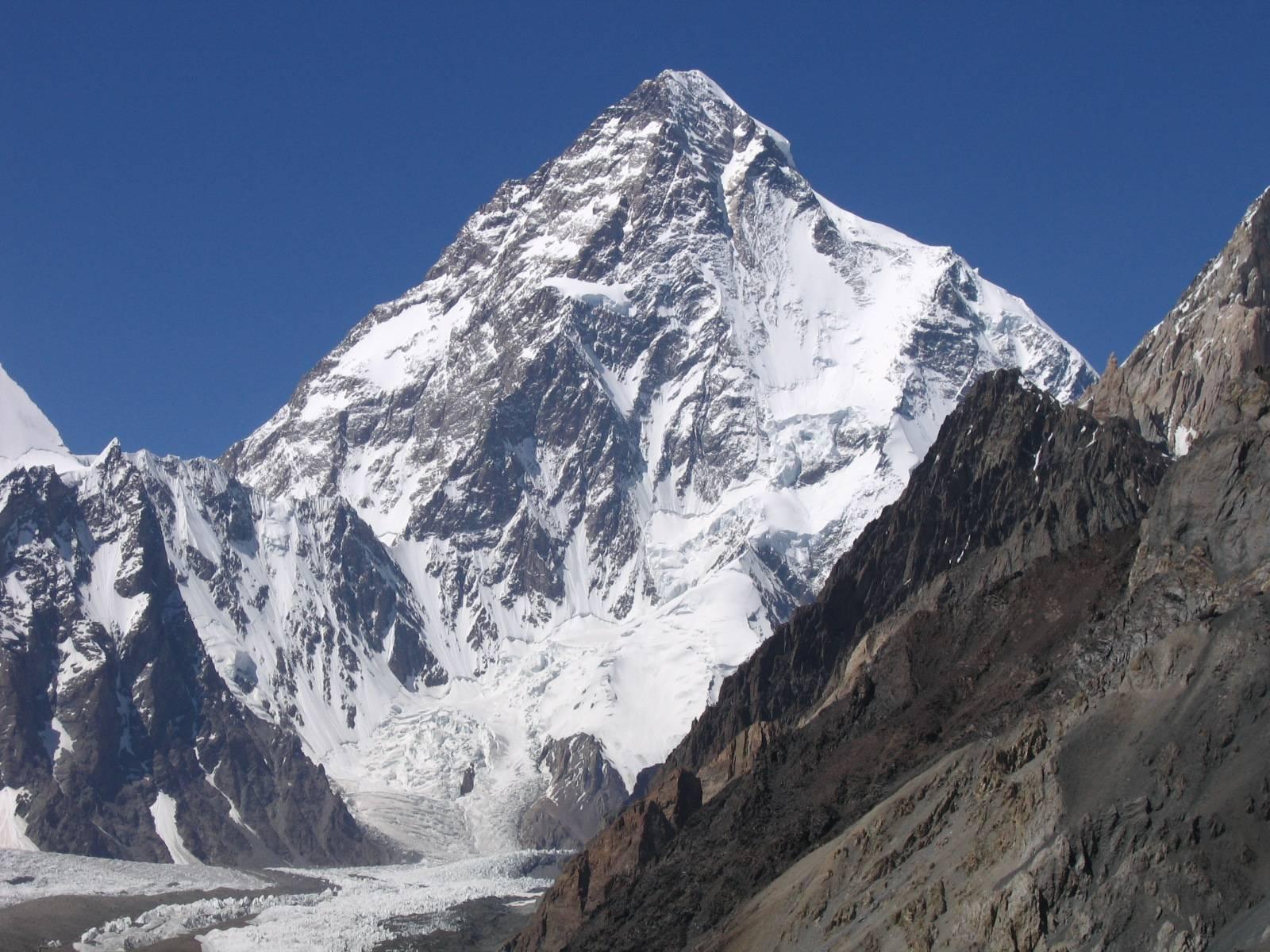
K2
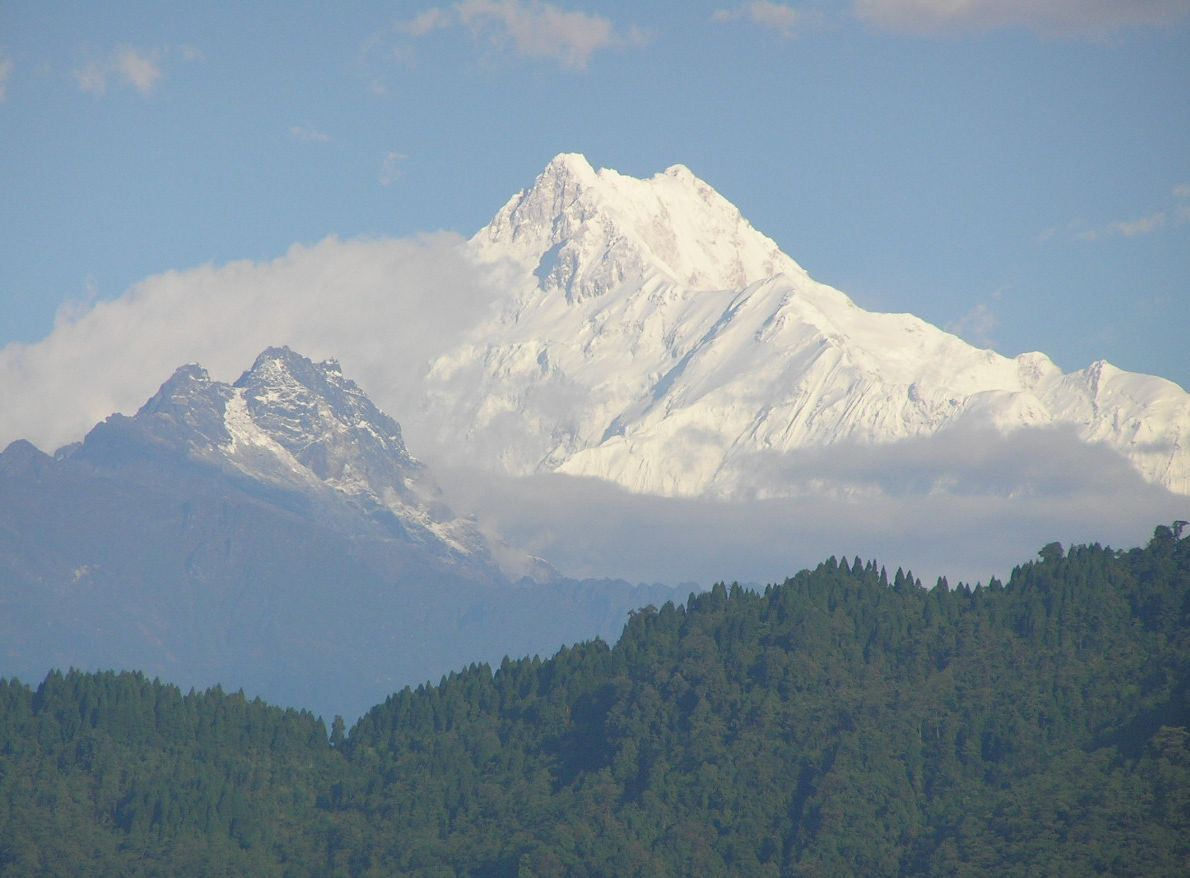
Kancsendzönga
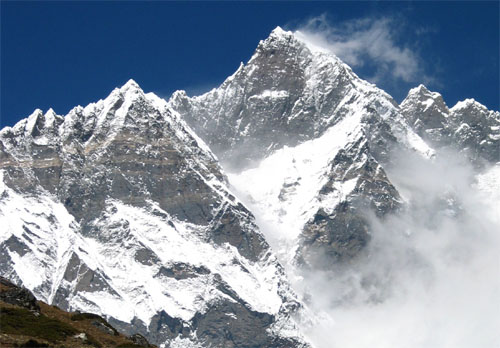
Lhoce
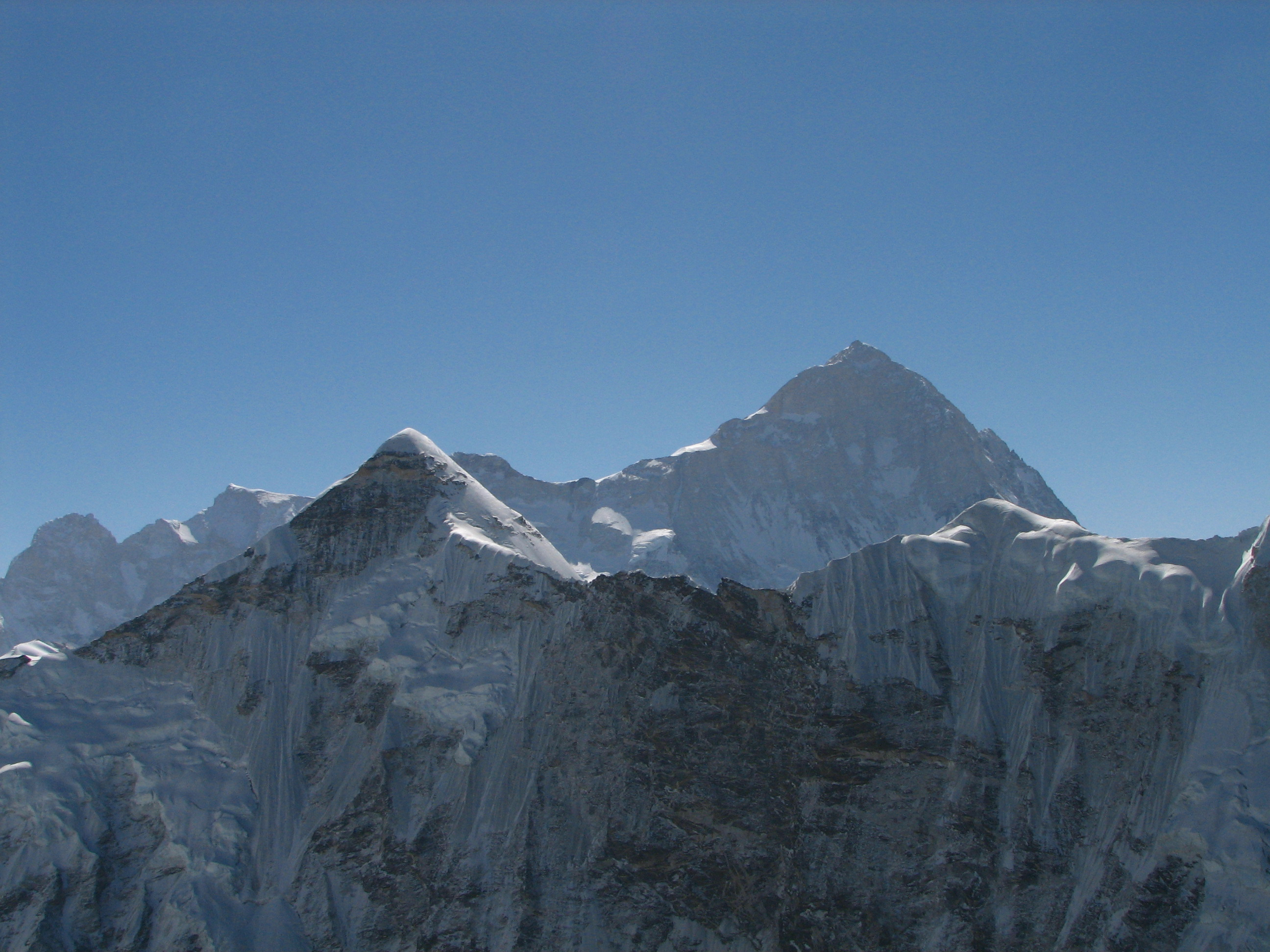
Makalu
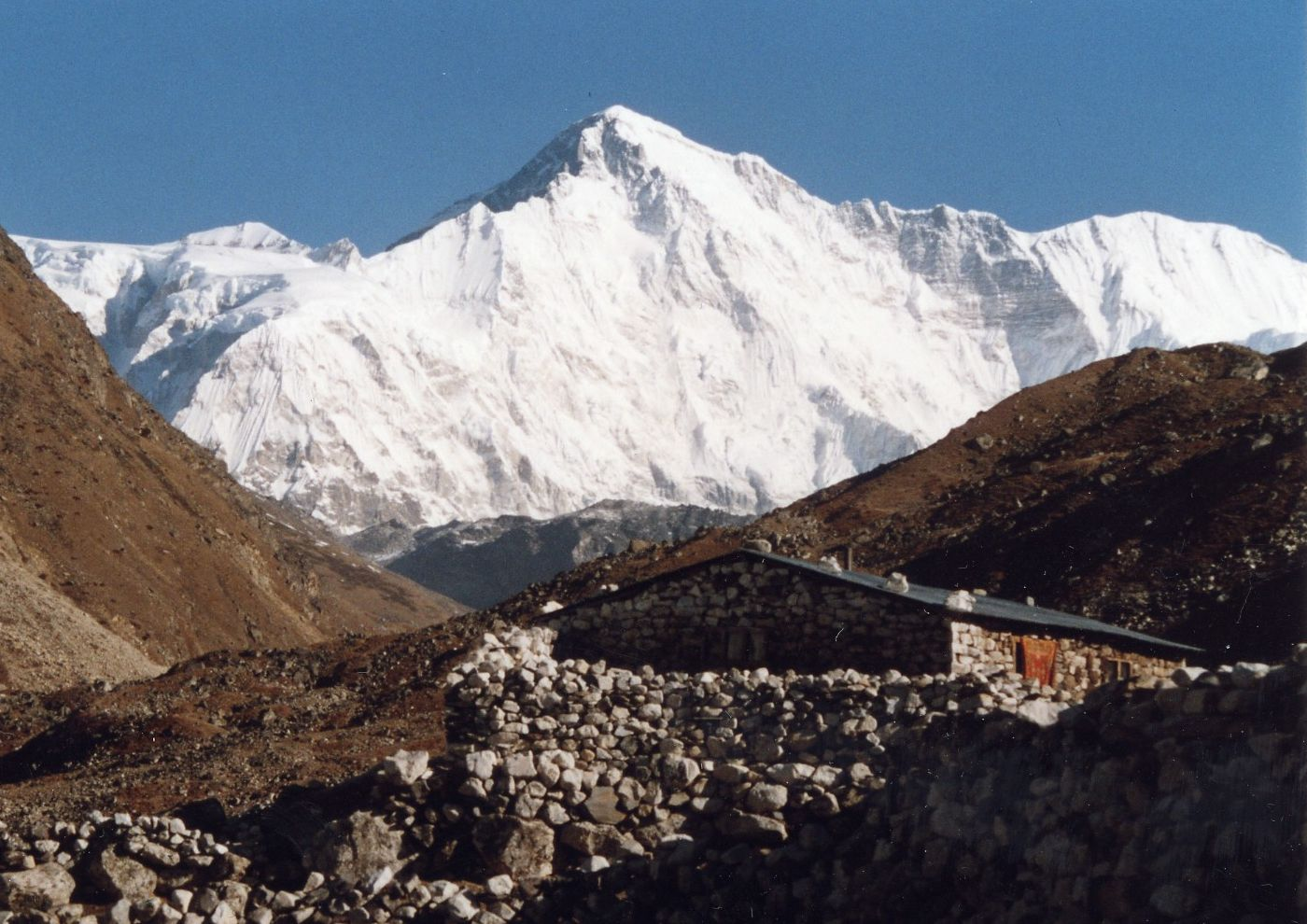
Cso-Oju
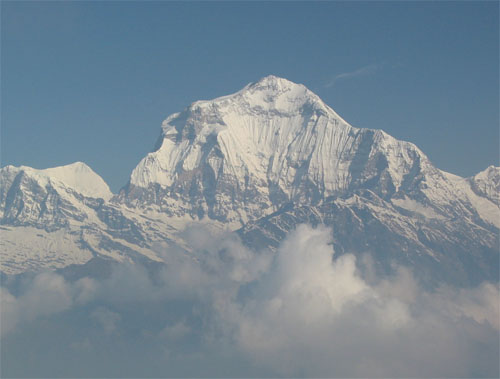
Dhaulagiri
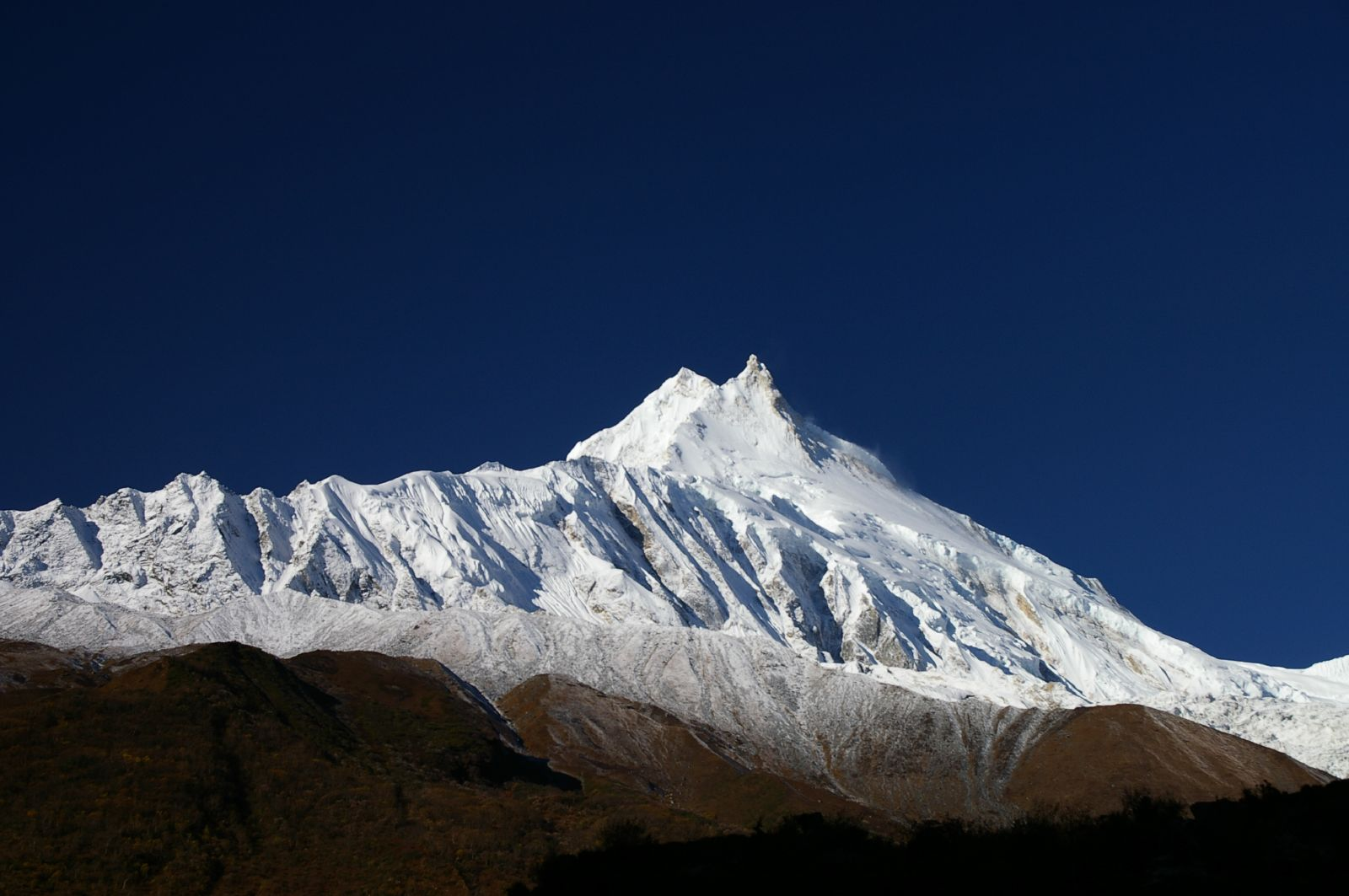
Manaszlu
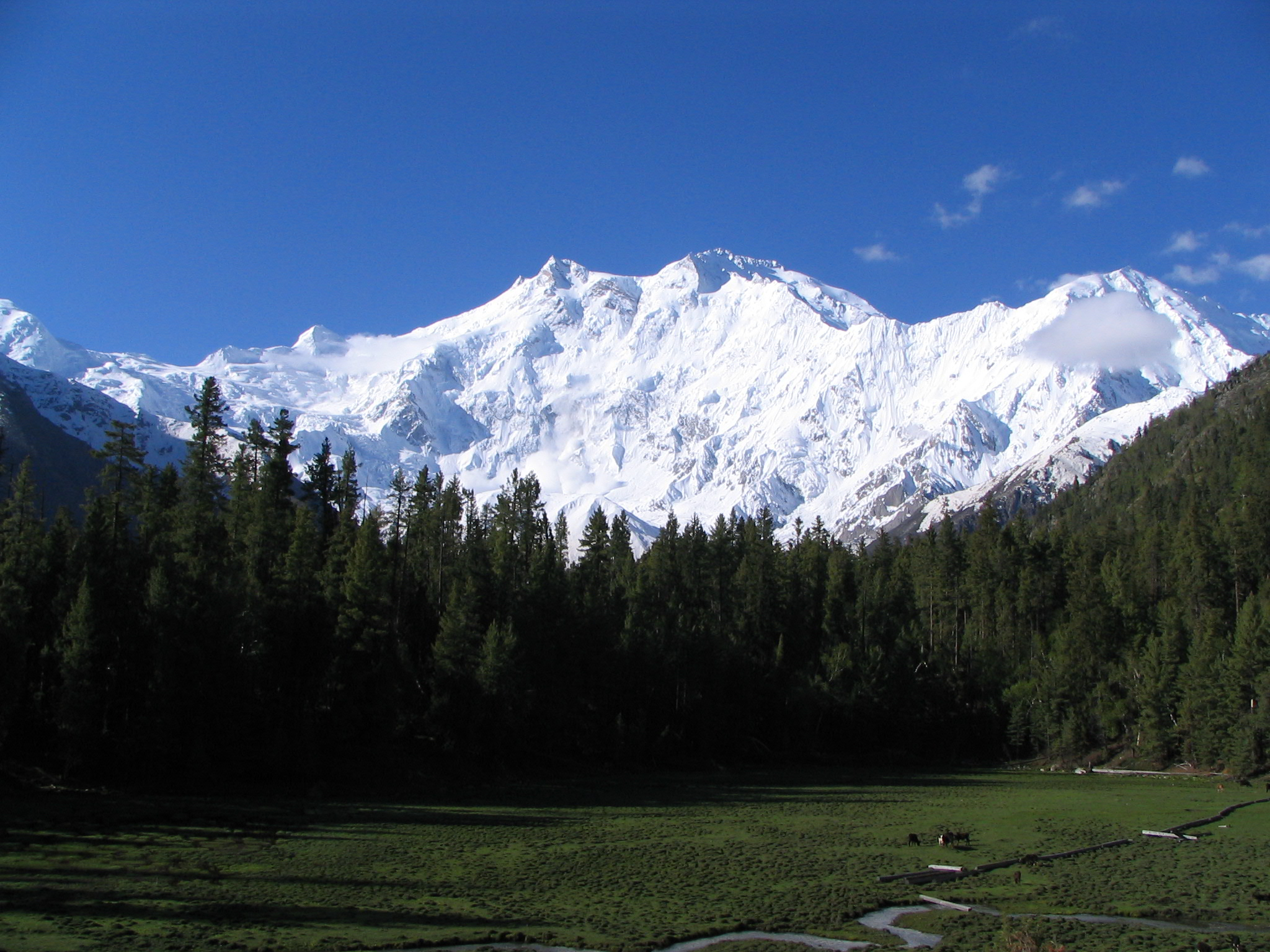
Nanga Parbat
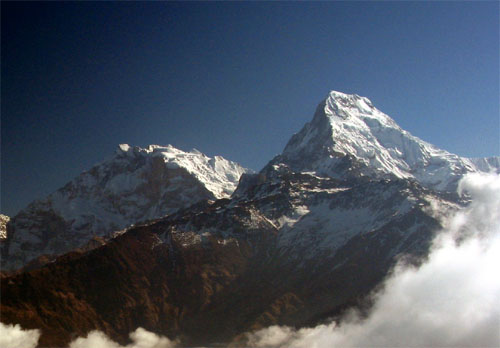
Annapurna
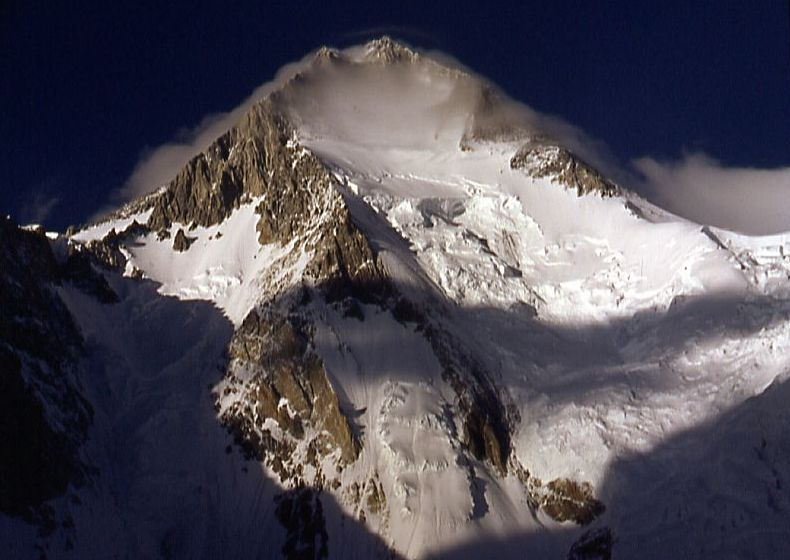
Gasherbrum I
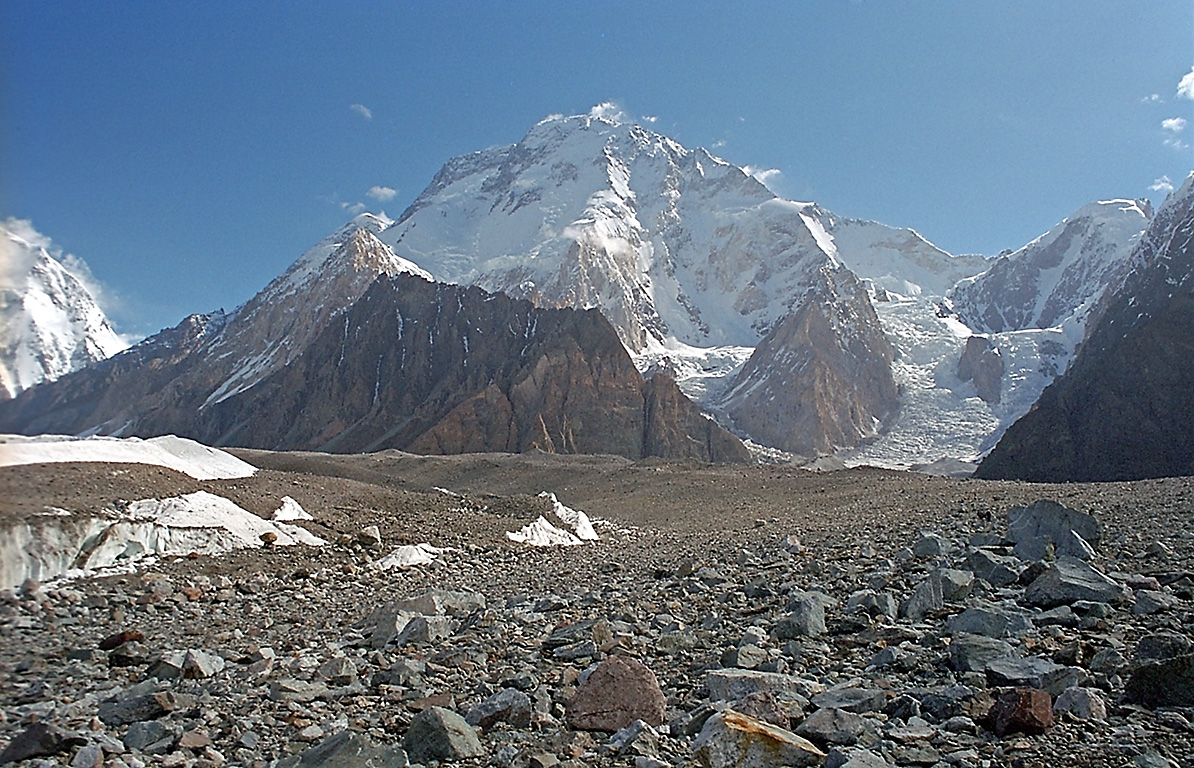
Broad Peak
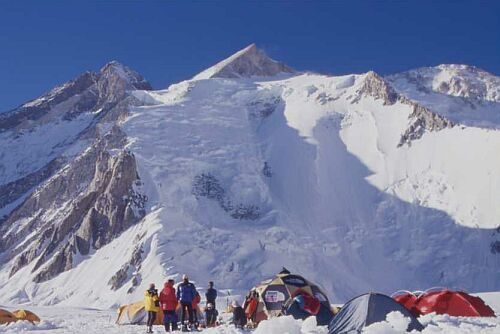
Gasherbrum II
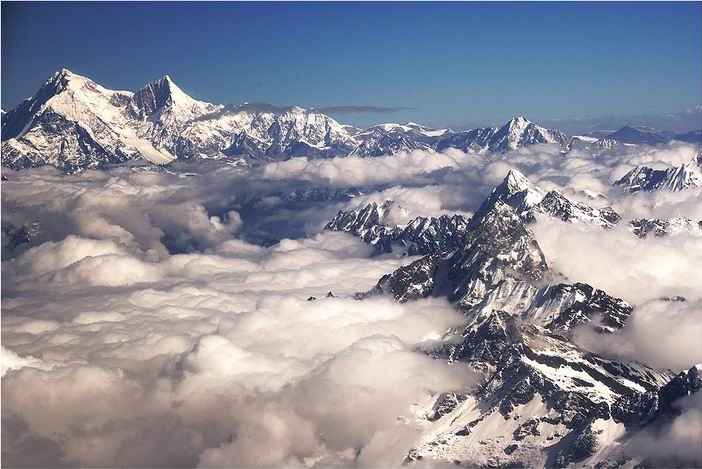
Sisapangma